# 2M1207b
2M1207b는 센타우루스자리 방향으로 지구로부터 약 172광년 떨어진 곳에 있는 외계 행성이다. 특이한 것은, 이 행성을 중력적으로 속박하고 있는 존재는 항성이 아니라 갈색 왜성 2M1207이다. 또한 이 행성은 간접적 방법이 아니라 직접 적외선 사진을 찍어 그 존재를 입증한 최초의 외계 행성이기도 하다. 2004년 Gaël Chauvin이 이끄는 유럽 우주국 소속 과학자들은, 칠레 소재 파라날 천문대의 VLT를 이용하여 갈색 왜성 옆에 있는 이 행성의 모습을 찍는 데 성공했다. b의 질량은 목성의 약 3배~10배 사이로 보이며, 갈색 왜성으로부터의 거리는 대략 태양과 명왕성 사이 정도 떨어져 있는 것으로 보인다.
b는 매우 뜨거운 가스 행성이다. 표면 온도는 대략 1,600켈빈(섭씨 약 1,300도 또는 화씨 약 2400도)인데 이는 거의 전적으로 중력 수축 때문인 것으로 보인다. b의 질량은 중수소 융합을 자체적으로 할 수준(목성의 13배)보다는 한참 밑이다. 2M1207b와 모천체 2M1207 사이 거리는 약 40 천문 단위 정도로,(태양과 명왕성 사이 거리와 거의 같다) 거리로부터 계산한 b의 1 공전 주기는 약 1,700년이다. b의 적외선 스펙트럼을 통해 b의 대기에 물 분자가 있음을 알 수 있다. b 자체 또는 그 주변을 만약 위성이 돌고 있더라도, 생명체를 품을 만한 환경은 아닐 것으로 보인다.

## 발견 및 물리적 특징
2M1207b는 밤하늘에서 바라보았을 때 어머니 천체 2M1207 밝기의 100분의 1밖에 되지 않는다. 2004년 VLT로 이 행성의 모습을 처음 담았을 때만 해도, ‘희미한 붉은 색 빛의 반점’으로 서술되었다. 처음에는 b가 갈색 왜성과 중력적으로 묶여 있는지, 아니면 단순히 시선 방향으로 겹쳐 보이는 것일 뿐인지에 대한 의문이 있었다. 그러나 이후 허블 우주 망원경과 VLT가 추가로 연구한 끝에 둘은 중력으로 묶여 있는 계(系)임을 알게 되었다.
초기 측광학적 값으로는 지구로부터 2M1207b까지 거리가 70파섹이었다. 2005년 12월 미국 천문학자 에릭 매머제크는 운동성단법을 이용, b까지의 거리를 보다 정확하게 쟀는데 그 값은 53 ± 6 파섹이었다. 최근 삼각 시차법을 사용하여 이 행성계까지의 거리를 잰 결과 53 ± 1 파섹 또는 172 ± 3 광년이 나왔는데, 이 값은 에릭 매머제크의 연구 결과를 더욱 보강해 주는 것이었다.
2M1207b의 정확한 질량, 크기, 표면 온도는 아직도 불확실하다. 분광 분석으로 질량은 목성의 8 ± 2배, 표면 온도는 1600 ± 100켈빈이 나왔지만, b는 이론상 천체 밝기의 10분의 1로 매우 어두웠다. 이에 과학자들은 이 행성의 질량과 온도가 종전 추정치보다 작고 차갑다는 설을 제기했다. 한편 2M1207b 주변에 먼지와 기체로 이루어진 원반이 있을 가능성도 제기되었다. 가능성이 희박하지만, 매머제크와 마이클 메이어는 이 행성은 실제로는 예상보다 훨씬 덩치가 작지만, 비교적 최근에 다른 천체가 이 행성에 충돌했으며, 그 때문에 생긴 열을 발산하고 있다는 가설을 제기했다.
2M1207b의 질량이 중수소를 융합할 수준에는 못 미치며, b의 사진이 외계 행성을 최초로 사진에 담은 사례로 널리 인정받았음에도 불구하고, 2M1207b가 진정 행성이 맞는지에 대한 의문은 여전히 남아 있다. ‘행성이 될 수 있는 자격’에 따르면, 어떤 천체는 우리 태양계 행성들이 태어난 것과 같은 절차 - 원시 행성계 원반 내에서의 강착 과정 - 를 밟아서 형성되어야 한다. 앞의 정의에 따르면 2M1207b가 기체 성운 내에서 곧장 중력 붕괴를 통해 태어났을 경우 행성이 아니라 준갈색왜성으로 부르는 것이 더 적절한 표현 방법이 된다. 비슷한 논란은 2004년 2M1207b와 마찬가지로 사진 촬영을 통해 발견된 이리자리 GQ b의 정체성을 확립하는 과정에서도 똑같이 논의되었다. 이와는 반대로 행성급 질량을 지닌 떠돌이 천체 Cha 110913-773444의 경우를 고려하면, 생성 과정을 정체성의 도구로 삼는 것이 과연 항성/갈색 왜성과 행성을 구별하는 척도가 될 수 있는지 의구심을 제기하게 한다. 2006년 기준으로 국제 천문 연맹의 외계 행성 워킹 그룹은 2M1207b를 ‘갈색 왜성에 속박되어 있는, 행성급 질량을 지닐 가능성 있는 동반 천체’로 정의했다.

## 같이 보기
- 행성의 정의
- 떠돌이 행성
- 준갈색 왜성